# Pink (Aerosmith)
Pink is een nummer van de Amerikaanse rockband Aerosmith. Het is de derde single van hun twaalfde studioalbum Nine Lives uit 1997. Op 18 november dat jaar werd het nummer op single uitgebracht.

## Achtergrond
De single gaat, net als vele andere hits die Aerosmith in de jaren '90 had, de country-kant op. De single had wereldwijd weinig succes, maar in thuisland de Verenigde Staten was de single wél redelijk succesvol met een 27e positie in de Billboard Hot 100 en in Europa in het Verenigd Koninkrijk met een 13e positie in de UK Singles Chart en een 19e positie in Letland. 
In Nederland werd de single regelmatig gedraaid op de landelijke radiozenders, maar  bereikte desondanks de Nederlandse Top 40 op Radio 538 niet, maar bleef steken op een 2e positie in de Tipparade. Wél bereikte de plaat de 58e positie van de destijds publieke hitlijst; de Mega Top 100 op Radio 3FM. 
In België werden de beide Vlaamse hitlijsten en de Waalse hitlijst niet bereikt.
Veel zinnen van de plaat beginnen met het woord “Pink”, dat in het Nederlands "roze" betekend. Bijvoorbeeld - “Roze, het is mijn nieuwe obsessie", "Roze, het is niet eens een vraag", "Roze op de lippen van je geliefde". Hiermee is het lied ook suggestief, naar de fascinatie voor roze dat voortkomt uit de bewondering van de voortplantingsorganen van een vrouw, met name de binnenkant van de buitenste lippen - het "roze in het midden".
In 2018 inspireerde dit nummer zangeres Janelle Monáe door het nummer Pynk te schrijven.